# 笠松プリンシパルカップ
笠松プリンシパルカップ（かさまつプリンシパルカップ）は、岐阜県地方競馬組合が笠松競馬場ダート1900mで施行する地方競馬の準重賞競走である。正式名称は「スカパー!地方競馬ナイン賞 笠松プリンシパルカップ」。

## 概要
2023年にサラブレッド系3歳限定のオープン特別として、8月にダート1600mで開催された。
2024年に準重賞（P）に格付けされるとともに施行時期を4月に移行し、距離がダート1900mに変更され、駿蹄賞（SPI）のトライアル競走として行われる事になった。1着馬には駿蹄賞への優先出走権が付与される。
なお、準重賞ではあるが、回次は付される。

### 条件・賞金等（2025年）
出走資格
サラブレッド系3歳オープン、笠松所属。
負担重量
別定。57kg（牝馬2kg減）を基本に、3歳時の重賞勝利がある馬は1kg増となる。
賞金額
1着200万円、2着64万円、3着36万円、4着24万円、5着16万円。
副賞
スカパー!地方競馬ナイン賞。
優先出走権付与
優勝馬に駿蹄賞の優先出走権が付与される。

## 歴代優勝馬

### 準重賞時代
| 回次  | 施行日        | 優勝馬             | 性齢 | 所属 | タイム | 優勝騎手 | 管理調教師 | 馬主                      |
| ----- | ------------- | ------------------ | ---- | ---- | ------ | -------- | ---------- | ------------------------- |
| 第1回 | 2024年4月4日  | キャッシュブリッツ | 牡3  | 笠松 | 2:06.8 | 渡邊竜也 | 笹野博司   | (有) コスモヴューファーム |
| 第2回 | 2025年4月16日 | スターサンドビーチ | 牡3  | 笠松 | 2:06.8 | 塚本征吾 | 笹野博司   | 星加浩一                  |

### 特別競走時代
| 施行日       | 優勝馬       | 性齢 | 所属 | タイム | 優勝騎手 | 管理調教師 | 馬主     |
| ------------ | ------------ | ---- | ---- | ------ | -------- | ---------- | -------- |
| 2023年8月4日 | ツミキヒトツ | 牡3  | 笠松 | 1:43.3 | 渡邊竜也 | 笹野博司   | 石川裕基 |

### 各回競走結果の出典
- JBISサーチ
  - 2023年、2024年、2025年